# Oliver Lederer
Oliver Lederer (* 2. Jänner 1978 in Wien) ist ein ehemaliger österreichischer Fußballspieler und nunmehriger -trainer.

## Karriere

### Als Spieler
Der Defensivallrounder begann seine Karriere im Nachwuchs des SK Breitenfurt und war in seiner Jugend ein mehrjähriger Kooperationsspieler des österreichischen Rekordmeisters SK Rapid Wien. Nur für ein Jahr trat er auf Kooperationsbasis auch im Nachwuchsverein des Stadtrivalen FK Austria Wien in Erscheinung. Bei den Wienern debütierte er auch in der österreichischen Bundesliga. In der 2. Runde der Meisterschaft stand er im großen Wiener Derby gegen die FK Austria Wien in der Startelf und wurde nach der ersten Halbzeit ausgewechselt. Es folgte ein weiteres Meisterschaftsspiel. Da die Hütteldorfer in dieser Saison den Meisterteller erringen konnten, konnte sich Lederer bereits im Alter von 18 Jahren österreichischer Meister nennen. Nachdem er in der darauffolgenden Saison lediglich viermal eingesetzt wurde und nie durchspielte, wechselte er zu Admira Wacker Mödling. In Mödling lief es für den Mittelfeldspieler besser. In der Liga spielte er in 16 von 38 Partien. Trotzdem wechselte er nach der Saison zum Zweitligisten First Vienna FC 1894.
Beim Döblinger Traditionsverein kam Lederer allerdings nie in Fahrt und absolvierte nur zwei Meisterschaftsspiele. Er kehrte nach einer Saison zu Rapid Wien zurück. Der damals 21-Jährige kam bei seinem Jugendverein besser in Tritt und absolvierte letztlich 26 Spiele in drei Saisonen. Anschließend wechselte er in die griechische Beta Ethniki zu AO Patraikos Patra. Er blieb nur ein halbes Jahr in Griechenland und wechselte anschließend zurück nach Österreich. Er unterschrieb einen Vertrag beim Zweitligisten LASK Linz.
Nach anfänglichen Schwierigkeiten avancierte der Mittelfeldspieler zum Stammspieler. Es folgte der Wechsel zum damaligen Bundesligisten Admira Wacker Mödling. Auch bei den Südstädtern war Lederer Stammspieler. Er wechselte nach einem halben Jahr zum Landesligisten ASK Schwadorf, welcher, gefördert durch Richard Trenkwalder, den Durchmarsch in die Bundesliga plante. Schwadorf scheiterte in der Ersten Liga und spielte gegen den Abstieg, worauf Lederer das Weite suchte und wieder bei Admira Wacker Mödling unterkam, die inzwischen in die Regionalliga Ost abgestiegen waren. Er spielte anfänglich in der Kampfmannschaft. Nachdem Richard Trenkwalder bei den Mödlingern eingestiegen war und die Erste Liga-Lizenz von Schwadorf erworben hatte, wurde Lederer zum Spielertrainer der Amateurmannschaft.
Er verließ die Admira 2010 als Spieler und heuerte beim Landesligisten SC Leopoldsdorf/Wien an. Zwischen 2012 und 2015 hinterlegte der in der Marktgemeinde Pfaffstätten wohnhafte Lederer seinen Spielerpass beim SC Pfaffstätten, danach hinterlegte er seinen Spielerpass ab März 2015 beim FCM Traiskirchen, aus dem Nachbarort, und ab März 2016 beim ebenfalls nicht weit entfernten SC Reisenberg.

### Als Trainer
2010 wurde er Trainer der Zweitmannschaft des FC Admira Wacker Mödling. Im Juni 2013 wurde er Co-Trainer, am 10. August 2013 Trainer der Bundesligamannschaft von Admira Wacker Mödling. Aufgrund seiner fehlenden Trainerlizenz musste er sein Amt als Cheftrainer ablegen und Walter Knaller übernahm seine Position. Er blieb jedoch dem Trainerteam als Co-Trainer erhalten und arbeitet eng mit Knaller zusammen. Am 28. April 2014 gab er seine Verlängerung mit der Admira bis Sommer 2016 bekannt. Aufgrund mehrerer Missverständnisse zwischen Lederer und dem ÖFB konnte er nicht wie geplant den UEFA Pro-Lizenz-Kurs im September 2014 absolvieren, sondern wird frühestens beim nächsten Termin teilnehmen können.
Zur Saison 2016/17 wurde er schließlich offiziell Cheftrainer der Admira, nachdem er zuvor in einem Duo mit Ernst Baumeister fungiert hatte. In der Winterpause wurde er nach einem halben Jahr durch Damir Burić ersetzt. Im September 2017 wurde er Trainer des SKN St. Pölten. Am 1. April 2018 wurde bekanntgegeben, dass Lederer durch Dietmar Kühbauer ersetzt wird.
Im August 2018 wurde er Trainer des Regionalligisten FCM Traiskirchen, diese Funktion bekleidete er bis zum 17. Juli 2020.
Von Juli bis Dezember 2020 war Lederer Teamchef des U15-Nationalteams (Jahrgang 2006), im Dezember 2020 übernahm er das U16-Team (Jahrgang 2005).

## Privates
Sein Sohn Noah (* 2001) spielt für den FCM Traiskirchen in der Regionalliga.

## Erfolge
- Österreichischer Meister: 1995/96